# 矯順
矯 順（きょう じゅん、キェウ・トゥアン、ベトナム語：Kiều Thuận / 矯順、生年不詳 - 太平元年（970年））は、ベトナム十二使君の一人。矯令公（ベトナム語：Kiều Lệnh Công / 矯令公）とも称された。

## 生涯
矯公羨の孫。矯公罕の弟にあたる。祖父の死後呉権に仕えた。呉朝の衰退に乗じて回湖（現在のフート省カムケー県）を拠点に自立したが、丁部領に敗れて降伏した。